# Tomești (Iași)
Tomeşti é uma comuna romena localizada no distrito de Iaşi, na região de Moldávia. A comuna possui uma área de 37.22 km² e sua população era de 12337 habitantes segundo o censo de 2007.